# Lembarawa
Lembarawa is een bestuurslaag in het regentschap Brebes van de provincie Midden-Java, Indonesië. Lembarawa telt 4065 inwoners (volkstelling 2010).